# フランス東インド会社

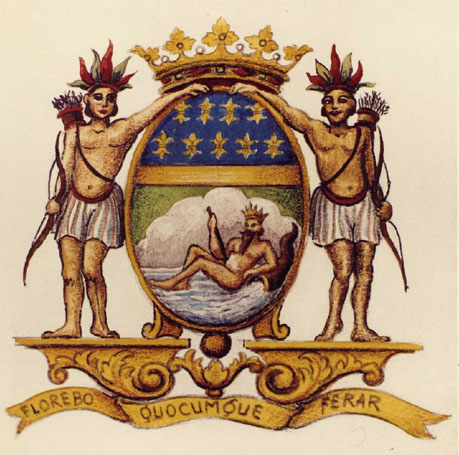
フランス東インド会社の紋章

フランス東インド会社（フランスひがしインドがいしゃ、仏: Compagnie française des Indes Orientales）は、1664年にフランスが東インド（アジア）におけるオランダとイギリスの同種の会社に対抗するために組織された勅許会社である。
これはジャン＝バティスト・コルベールの起案であり、国王ルイ14世によって発行された勅許状では、東半球での貿易を目的としていた。3つの前身の会社、1660年設立のフランス中国会社、1642年設立の東方会社（compagnie d'Orient）、1637年設立のマダガスカル会社（compagnie de Madagascar）を統合したものだった。会社の取締役には当時最も成功していた会社で経験を積んでいた人間が招請された。フランソワ・カロンはオランダ東インド会社で30年働いており、そのうち20年は日本にいた。また、マカラ・アヴァンチンはペルシアのエスファハーン出身のアルメニア人商人で、コネを多数持っており、会社にインド貿易への道を開く最初のファルマーンをもたらした。

## 概要
1664年に重商主義を信奉する財務総監コルベールのもとで3つの貿易会社が再組織され、ルイ14世によって認可された国営貿易会社となった。本格始動がイギリスやオランダより半世紀以上遅かったが、植民地経営と商業利権の獲得をめざした。
1719年、財務総監ジョン・ローにより、フランスが展開していたすべての国営貿易会社（西方会社 (fr:Compagnie d'Occident) 、セネガル会社、アフリカ会社、ギニア会社、サン・ドマング会社、シナ会社と、東インド会社）と統合されて、インド会社（仏: Compagnie des Indes ）と名を改めた。この時に株式も王立銀行の銀行券と統合されたが、バブル崩壊によって、1725年に銀行から分離。1731年、アフリカとルイジアナ貿易を切り離して、再び東インド会社と名を戻して業務を続けたが、一般には以後もインド会社と呼ばれた。
このように東インド会社、あるいはインド会社という名称ではあるが、貿易の対象はインドに限定されるわけではなくて、世界各地に及んだ。特に18世紀以降の実態は国営貿易の総合商社であった。
1769年に一旦廃止されるが、1785年に財務総監カロンヌによって再建され、貿易会社として1795年まで活動した。清算に関してインド会社汚職事件を引き起こしたが、これはダントン派の粛清理由となった。
残務整理が終わる1875年にはインドシナ銀行が設立されて、ポンディシェリ等における金融業務を継承した。

## 歴史

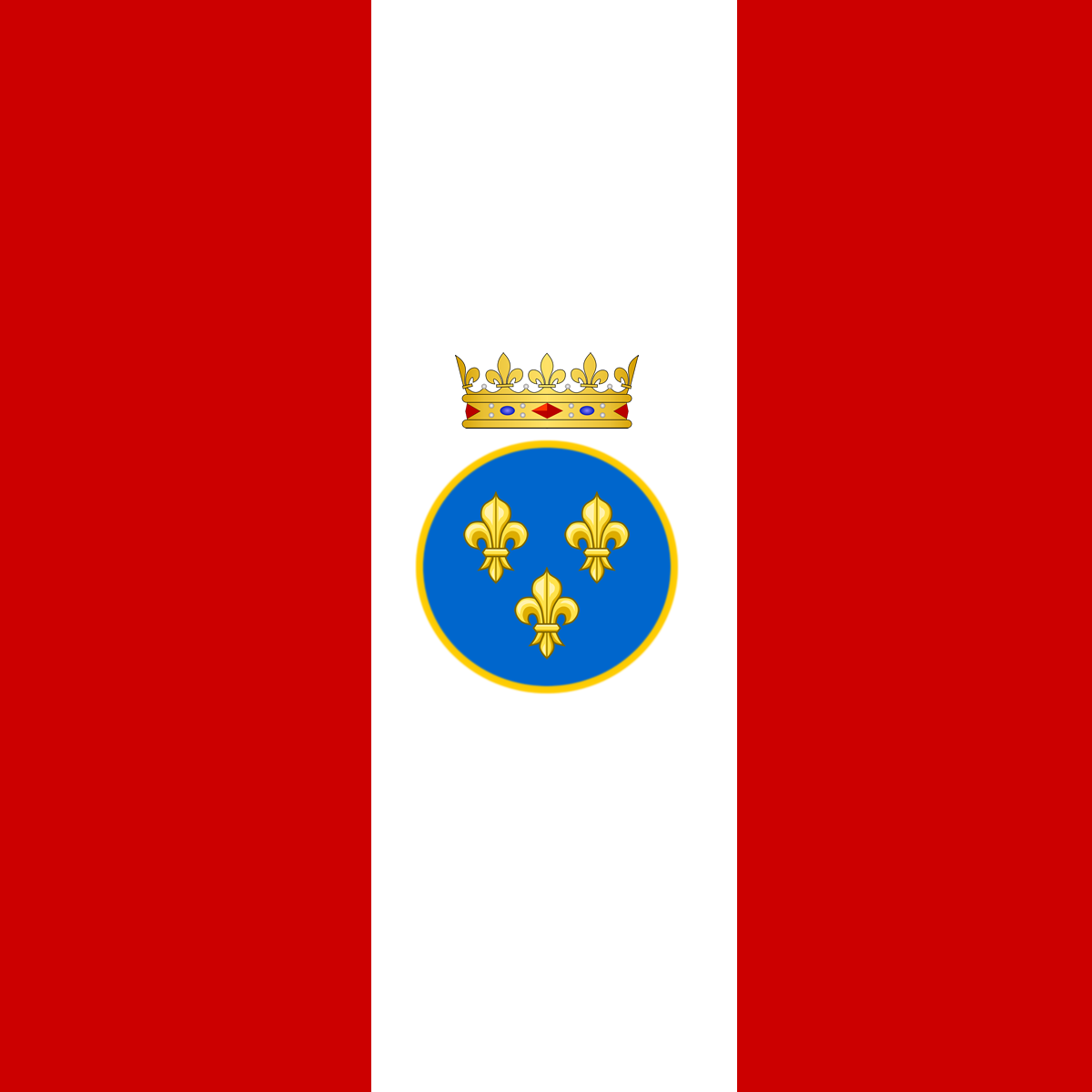
社旗（1756年）

フランス東インド会社は、隣国のオランダとイギリス（イングランド）に習って、1604年にアンリ4世によって15年間の有限の独占特許状 (Charter) を与えられた会社組織として創設された。これは前年にフランスからのインド航路が開拓されたことに触発された出来事であった。1635年、宰相リシュリューも、マダガスカル島に中継港をつくってインドとの貿易を活発化させようとしたが、これらの試みは失敗に終わり、オランダとイギリスの貿易独占を崩すには至らなかった。それで東インド会社の構想はしばらく放置されたが、ルイ14世が親政を始めてからは、情勢が一変した。重商主義の国策として採用されたからである。財務総監コルベールは、（同盟国であった）オランダ東インド会社を模範として会社を抜本的に改組した。
1664年6月5日、12名のパリの大商人を勅命で指名して委員とし、コルベールを委員長とする会社運営委員会を設立した。会社の資本金は1,500万リーブルと決められた。その出資の内訳は、5分の1の300万リーブルを国王が応募し、王妃と王太子はそれぞれ6万リーブルを、コンデ大公とコンティ大公、コルベールは3万リーブルを応募した。宮廷全体では200万リーブルの現金を供した。高等法院と金融業者（）がそれぞれ200万リーブル、商人組合（）が65万リーブルを引き受け、リヨン市が100万リーブル、パリ市が65万リーブル、ルーアン市が55万リーブル、ボルドー市が44万リーブルなど、ほとんどの都市が人口比で割り当てられた。
ルイ14世の命令によって設立された新しいフランス東インド会社の定款では、6,000リーブル以上の株主からなる株主総会が毎年開催され、会社はインド貿易、東方貿易、南方貿易の特権を50年間保持すること、中継地となるマダガスカル島、ブルボン島（現レユニオン島）、フランス島（現モーリシャス島）の占領地の領主権を持ち、インド諸王へ使節を派遣する権利、外交・交戦の権利、艦隊編成に必要な資材の免税特権が、与えられた。ただしマダガスカル島の特権は、すでに1656年から20年間、リシュリュー枢機卿の甥であったメユレー公爵 (Armand Charles de La Porte de La Meilleraye) に与えられていたので、買取が必要になった。東インド会社の初代の長官はオランダ東インド会社に30年以上勤務し、平戸のオランダ商館長、台湾行政長官、バタヴィア商務総監を歴任したフランソワ・カロンであった。
1665年の第一回の航海は300トンの3隻の商船と、コルベットからかなる小船団であった。第二次英蘭戦争のあおりで、帰途で1隻がイギリスの手で沈められた。この報道が会社の信用を落とし、第三回の航海までに、会社は資金難に陥った。株主総会で、パリ市長と重役たちは、マダガスカル島の植民地建設に莫大な資金がつぎ込まれていることに抗議して、対立した。コルベールと国王は植民地経営に固執したが、マダガスカル島が不毛の地であるという報告を受けて、1669年についに断念し、会社はインド貿易に専念することになった。

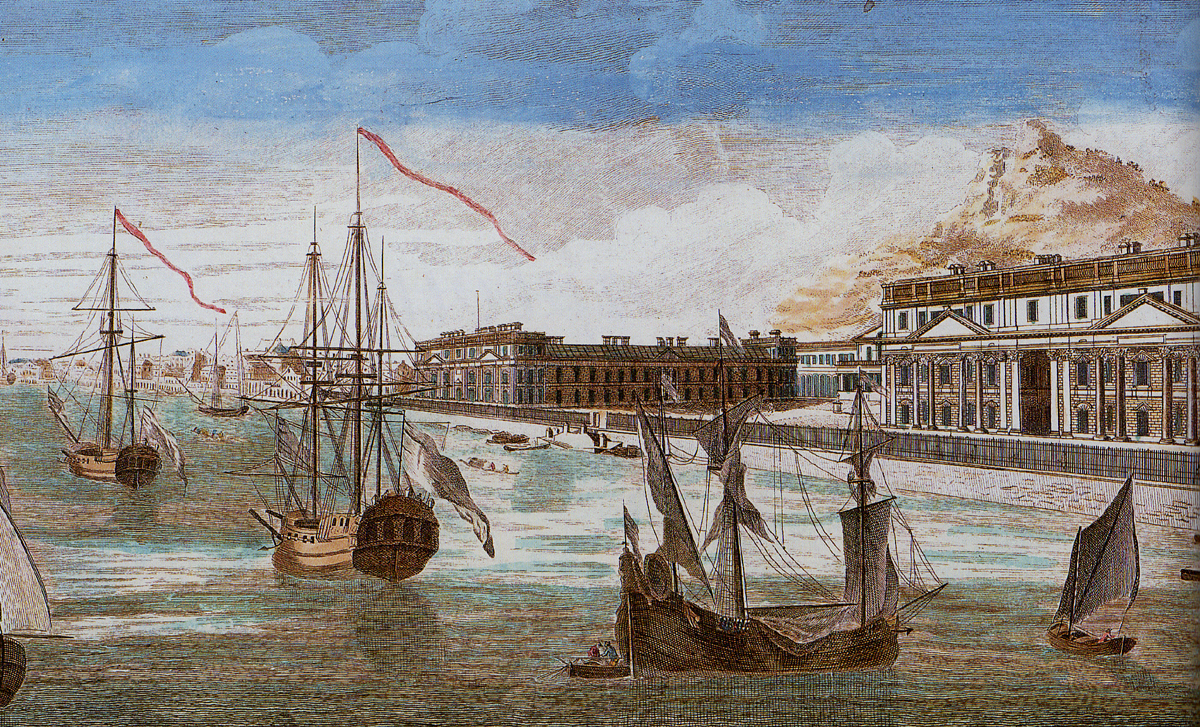
ポンディシェリ港のインド会社の貨物倉庫

その後、会社は（1673年を除く）毎年艦隊を発して順調にインド貿易を続け、1669年から1674年までは会社資本金を2,700万リーブルまで増額した。このうち国王の出資は150万リーブルで、残りは株主が払い込んだ。1672年、インド藩王よりインド東海岸のポンディシェリを与えられ、翌年にここを拠点を築いて、フランスはインドの内陸にまで勢力を拡大した。1674年から1706年までポンディシェリ商館長（のち長官）として在任したフランソワ・マルタン (François Martin (Pondicherry)) の功績によって、ポンディシェリは中継貿易基地として繁栄するようになった。
しかし本国では1680年より対インド貿易は赤字を続けたため、株主の8分の7が新規の払い込みを拒否し、1684年の株主総会で清算が決定された。翌年、コルベールの息子セニュレー侯爵の尽力によって会社は再建され、新東インド会社として設立された。資本金は1,685,690リーブルで、今回や宮廷は出資せず、主に大臣や商人らが出資した。11人の重役はセニュレーが任命し、1687年には重役は20人となった。事業は、国王らの指図を受けなくなったことでむしろ繁栄し、1687年から1691年の配当は30％であった。会社がインドから持ち帰った輸入品の90％以上は織物で、中でも染色された捺染物が多く白布は希で、絹よりも綿がほとんどであった。次いで胡椒やコーヒー、茶、雌黄、硝石などがあった。
南方貿易では、東南アジアでタイのアユタヤ王朝に食い込み、ナーラーイ王の改宗をめざして相互に外交使節を交換した。ルイ14世の宮廷を訪れたアユタヤ使節はフランス貴族たちの関心を集めた。1687年アユタヤに到着したフランス使節はメルギに軍を駐留することを認められたが、1688年のタイ宮廷でのクーデターによって仏教勢力が盛り返し、国を追われた。
1693年、英仏植民地戦争によって、ポンディシェリはオランダ軍によって占領された。マルタンは、シャンデルナゴルに移り、ここを新たな中継基地とした。1702年の船隊の準備で資金難に陥った会社は、国王に救済資金を請願したが、85万リーブルの貸付を与える代わりに、重役にも4万リーブルの出資を命じ、株主にも負担を求めた。この決定は、この年の株主総会で株主の強い反発をうけ、1710年より会社は漸次清算を始めた。
ルイ15世の時代になると、摂政オルレアン公は、ジョン・ローの大規模開発計画を取り入れた。ローは西方会社を創設して、ルイジアナ開拓を始め、それを王立銀行と結びつけた。1719年、ローはフランスが展開していたすべての国営貿易会社を統合し、インド会社とした。インド会社の株と王立銀行の銀行券も統合され、実態に見合わない、急速な投機が始まり、バブル経済が発生した。1720年、インド会社は、建設中も含めて、300隻の大艦隊を所持するようになった。事業の発展を見越して会社株は益々投機され、株価の暴騰のあとで恐慌がおきて、ローは失脚した。1725年、インド会社が、王立銀行やルイジアナ計画から切り離された。1731年、アフリカとルイジアナ貿易を放棄して、東方貿易に限定した東インド会社として再スタートした。

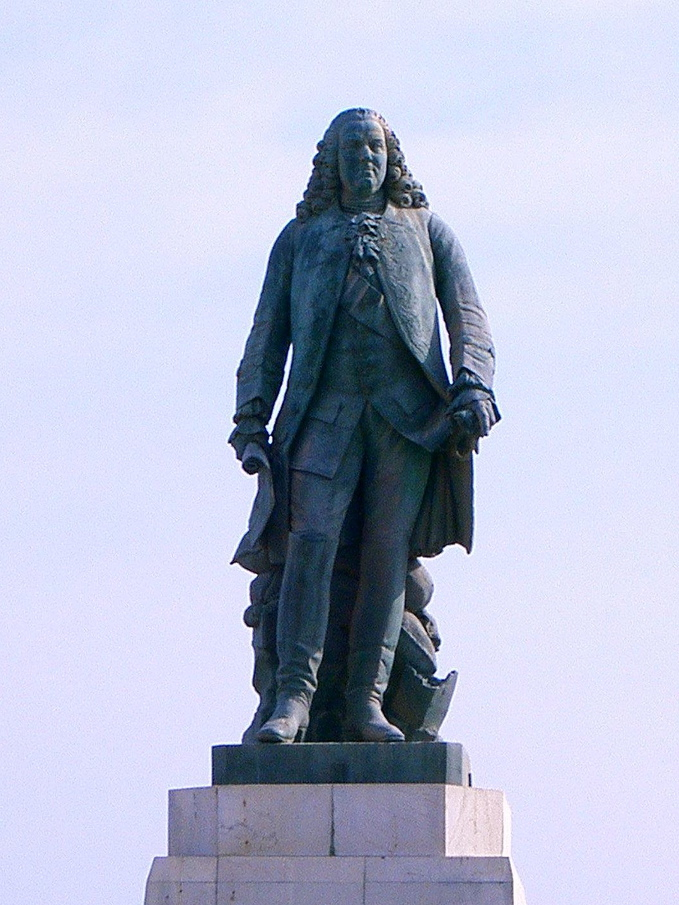
デュプレクスの像

一方、インドでは、総督ジョゼフ・フランソワ・デュプレクスがカーナティック同盟を結んで南インド諸侯を傘下に収め、一時は中部・南部インドでイギリス勢力を圧倒した。デュプレクスはまた下ビルマのパゴー（ペグー）を都とするモン王国に援助を与えてビルマ進出も図ったが、アジアでの多大の出費を嫌う本国政府によって召還された。その後、上ビルマから南下したコンバウン王朝のアラウンパヤー王がフランス商館のあるシリアム港を占領し、救援に向かったフランス船2隻が拿捕され、200名のフランス兵が捕虜となった。
ヨーロッパで七年戦争が始まると、インドでも英仏の戦闘が再開され、イギリス東インド会社のロバート・クライヴがベンガルにおけるプラッシーの戦いで決定的な勝利を収めた。仏軍は英領マドラスを占領して一時は盛り返したが、結局、本拠地ポンディシェリを英軍に奪われ、1763年のパリ条約でほとんどのインド植民地を喪失した。ただ南インドのポンディシェリとシャンデルナゴルなどに非軍事的な拠点を占有することは認められた（現ポンディシェリ連邦直轄領）。会社の船舶の大半はイギリスによって拿捕され、会社は破滅的打撃を受けた。
戦後、会社の再建資金を調達したのが、銀行家ジャック・ネッケルであった。しかし会社のもつ排他的な特権は、重農主義者を中心とする自由貿易論者の激しい攻撃を受けるようになり、1769年、東インド会社はケープ以東の商業特権が停止された。インド貿易は自由となり、会社と国家との関係が整理されて、本格的な清算が始まった。会社は国王にすべての植民地、動産、不動産、船隊、船員を譲渡し、国庫は会社の債務を引き受けて返済の義務を負い、会社に年利1,200万リーブルを支払うことになった。以後、東インド会社は、貿易会社ではなくなったが、船団をアジアへ派遣する窓口としては利用された。
莫大な負債を清算して会社は幕を閉じるはずであったが、1785年4月14日、財務総監カロンヌが新インド会社を設立して、事業は再建されることになった。王室財政の悪化を貿易収入によって補おうと考えたためである。新会社は、旧会社の特権をそのまま引き継ぎ、インドとケープタウン以東の商業独占、ロリアン港とドック、パリの商館の利用権を得た。黒人奴隷の売買は、以後、会社の許可が必要になった。資本金は2,000万リーブルで、2万株に分割され、14,000株が株式市場に放出されたが、御用商人デスパニャック（d'Espagnac）がカロンヌと共謀して買占めたために株価は80%騰貴した。1786年には発行株は倍加され、株式総会は年二回開催された。12人の理事は国王ルイ16世によって任命されたが、実際に経営権を握っていたのは監督委員で、初代はブローニュ（財政審議会委員）、二代は財務総監ランベールであった。
フランス革命が始まった頃、英仏通商条約（イーデン・レーヌヴァル条約 (Traité Eden-Rayneval) ）のおかげで、会社の事業は成功して、株価は額面を超えて上昇していた。大きな利潤を上げたので、配当は1株につき160リーブルが付いた。しかし憲法制定国民議会ではインド会社が持つ特権が槍玉にあがった。1790年、ボルドー代表が演説して、奴隷貿易の廃止には反対しながらも、インド会社は商業の発展を阻害しているという理由で廃止を求めた。特権を擁護する意見もあったが、全般的に自由貿易に傾いた憲法制定議会は、ケープ以東の商業独占を撤廃して、再び自由化した。しかし特権会社でなくなっても、貿易会社としてのインド会社はその後も経営は順調であった。1791年、新しい定款を定めて、以後はいかなる資金も領土も、植民地建設には利用しないことになった。近代的な株式会社へと改組されたインド会社は、交易と株式の両方で利潤を生み、フランス革命戦争が始まるまでは万事が上手くいっていた。
戦争と恐怖政治は、インド会社を苦境に追い込んだ。1791年12月13日、アッシニアの下落を助長する投機への対策として、有価証券移転税が新設されたが、インド会社理事は、これを不服として、ジロンド派の財務大臣グラヴィエールの公認のもとに脱税を始めた。グラヴィエールはインド会社の理事で大株主のバッツ男爵の友人であった。しかしジロンド派追放で後ろ盾を失った会社に、不正を追及する圧力が強まった。国民公会はインド会社を清算することにしたが、この清算で旧ジロンド派系議員と、ダントン派の議員を巻き込んだ大規模な買収と不正が行われた（インド会社汚職事件）。これが露見すると、多くが粛清されるか、投獄された。他方、1793年6月にシャンデルナゴルが、8月にはポンディシェリがイギリス軍によって占領された。インド貿易はすべての拠点を失った。イギリスによる海上封鎖によって、貿易活動は停止を余儀なくされた。
テルミドールのクーデターの後、投獄されたインド会社の理事らは釈放されたが、会社は清算を進めた。1795年以後、国家に対する賠償と、国庫への債権について長く争われ、1796年と1864年の二回、債権の失効が当時の蔵相によって宣言された。1875年5月15日に最後の株主総会が開かれて、すべて残余資産を分配して完全消滅した。

## 主要年表

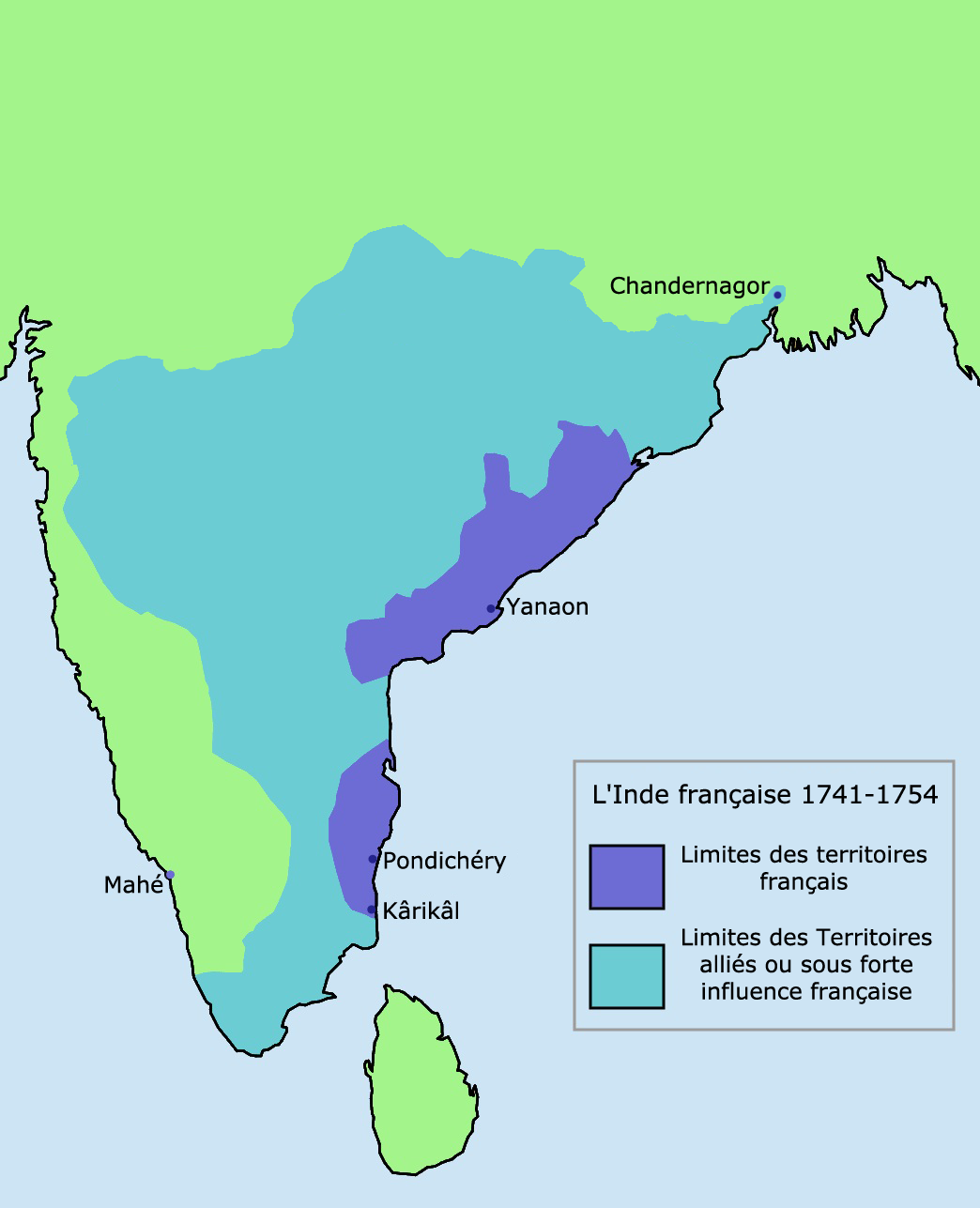
フランス領インド
フランス支配地
フランス支配の影響が及んだ所

- 1604年 アンリ4世、フランス東インド会社を設立
- 1635年 宰相リシュリュー、マダガスカル島に港を建設
- 1662年 フランス・イエズス会宣教師がアユタヤに駐在
- 1664年 フランス東インド会社設立（初代長官はフランソワ・カロン）
- 1665年 ブルボン島（レユニオン島）に植民を開始
- 1673年 ポンディシェリに商館を開設
- 1674年-1706年 フランソワ・マルタン、ポンディシェリ商館長に就任
- 1680年 アユタヤのナライ王外交使節をフランスに派遣（途中、遭難）
- 1680年 フランス東インド会社、アユタヤに使節を派遣
- 1684年
  - 第二次アユタヤ使節をフランスに派遣
  - 東インド会社を一旦、清算（解散）
- 1685年
  - シュヴァリエ・ド・ショモン率いるフランス使節がアユタヤ到着、泰仏貿易条約締結
  - 新「東インド会社」として再建
- 1686年 第三次アユタヤ使節をフランスに派遣
- 1687年 フランス東インド会社取締役を長とするフランス使節がアユタヤ到着、泰仏新条約締結
- 1688年 アユタヤ宮廷革命、フランスとの関係冷却化
- 1693年 オランダ東インド会社がポンディシェリを占領
- 1697年 レイスウェイク条約によりポンディシェリ返還
- 1710年 東インド会社清算始まる（2回目の解散）
- 1719年 国営貿易会社を統合して「インド会社」と社名変更
- 1724年 中国広東に商船を派遣
- 1731年 東インド会社として再出発
- 1740年 フランス島（モーリシャス島）を占領
- 1740年-1748年 オーストリア継承戦争
- 1742年 デュプレクス、ポンディシェリ長官に就任
- 1744年-1748年 第一次カーナティック戦争
- 1749年-1754年 第二次カーナティック戦争
- 1750年 デュプレクス、南インド総督に就任
- 1751年 下ビルマのモン王国と援助条約締結
- 1754年 デュプレクス解任、イギリスと停戦
- 1756年
  - ビルマのアラウンパヤー王シリアム港を占領し、フランス船2隻を拿捕
  - 七年戦争、第三次カーナティック戦争（-1763年）
- 1757年 プラッシーの戦い
- 1758年 仏軍がマドラスを包囲（マドラス包囲戦）
- 1760年 英軍がポンディシェリを包囲（翌年占領）
- 1763年 パリ条約により、いくつかの商館を除きすべての領土を喪失（ポンディシェリは返還）
- 1769年 東インド会社清算始まる（3回目の解散）
- 1778年 ポンディシェリ陥落（アメリカ独立戦争へのフランス参戦のため）
- 1783年 ヴェルサイユ条約でポンディシェリなど占領地を返還
- 1785年 インド会社再建
- 1793年 インド会社清算始まる（4回目の解散）
- 1795年 インド会社、事実上消滅
- 1875年 残務整理を終える
- 1954年 フランス政府、ポンディシェリとシャンデルナゴルなどの行政権をインドに返還